# Monti Chunchadinskij
I monti Chunchadinskij  (in russo Хунхадинский хребет?; in lingua sacha: Хунхаады) sono una catena montuosa della Siberia Orientale. Si trovano nella Sacha (Jacuzia), in Russia.

## Geografia
I Chunchadinskij si trovano nella parte meridionale del sistema dei Verchojansk, al limite sud-est, e confinano con l'altopiano dell'Ėl'gi. Si allungano in direzione nord-sud per circa 120 km. Sono delimitati a est dagli affluenti del Delin'ja e a ovest dal fiume Chunchada (affluente del Tompo). Il punto più alto è un picco senza nome di 1802 m. Ha la sua sorgente sui Chunchadinskij il fiume Derbeke.